# CDC42EP2
CDC42EP2 (англ. CDC42 effector protein 2) – білок, який кодується однойменним геном, розташованим у людей на короткому плечі 11-ї хромосоми. Довжина поліпептидного ланцюга білка становить 210 амінокислот, а молекулярна маса — 22 484.
| 10         |  | 20         |  | 30         |  | 40         |  | 50         |
| ---------- |  | ---------- |  | ---------- |  | ---------- |  | ---------- |
| MSTKVPIYLK |  | RGSRKGKKEK |  | LRDLLSSDMI |  | SPPLGDFRHT |  | IHIGSGGGSD |
| MFGDISFLQG |  | KFHLLPGTMV |  | EGPEEDGTFD |  | LPFQFTRTAT |  | VCGRELPDGP |
| SPLLKNAISL |  | PVIGGPQALT |  | LPTAQAPPKP |  | PRLHLETPQP |  | SPQEGGSVDI |
| WRIPETGSPN |  | SGLTPESGAE |  | EPFLSNASSL |  | LSLHVDLGPS |  | ILDDVLQIMD |
| QDLDSMQIPT |  |            |  |            |  |            |  |            |

A: Аланін

C: Цистеїн

D: Аспарагінова кислота

E: Глутамінова кислота

F: Фенілаланін

G: Гліцин

H: Гістидин

I: Ізолейцин

K: Лізин

L: Лейцин

M: Метіонін

N: Аспарагін

P: Пролін

Q: Глутамін

R: Аргінін

S: Серин

T: Треонін

V: Валін

W: Триптофан

Кодований геном білок за функцією належить до фосфопротеїнів. 
Задіяний у таких біологічних процесах, як пдтримання форми клітини, ацетилювання. 
Локалізований у цитоплазмі, цитоскелеті, мембрані.